# Giuseppe Rosolen
Giuseppe Rosolen (* 19. März 1947 in Orsago) ist ein ehemaliger italienischer Radrennfahrer und nationaler Meister im Radsport.

## Sportliche Laufbahn
Rosolen war Bahnradsportler und im Straßenradsport aktiv. Als Amateur holte er 1969 einen Etappensieg in der Olympia’s Tour. 1968 wurde er 12. im Einzelrennen der Straßenradsport-Weltmeisterschaften bei den Amateuren. Er stand im italienischen Kader für die Olympischen Sommerspiele 1968, wurde aber nicht nominiert.
1970 wurde er Berufsfahrer im Radsportteam Filotex und blieb bis 1973 als Radprofi aktiv. Im Giro d’Italia startete er zweimal. 1970 wurde er 59. der Gesamtwertung, 1971 schied er aus. Im Bahnradsport gewann er 1970 die nationale Meisterschaft in der Einerverfolgung der Profis.